# Mesozoanthus fossii
Mesozoanthus fossii is een Zoanthideasoort uit de familie van de Parazoanthidae. De wetenschappelijke naam van de soort is voor het eerst geldig gepubliceerd in 2009 door Sinniger & Haussermann.